# Incompétence négative
L'incompétence négative est une notion de droit public. Elle consiste à ce qu'une institution méconnaisse les limites de ses pouvoirs (incompétence), les croyant à tort moins étendus que ce qu'ils sont (négative). C'est notamment le cas lorsque l'institution délègue des pouvoirs qu'elle devrait exercer elle-même.
En France, le Conseil constitutionnel a été amené à se prononcer sur les questions d'incompétence négative notamment dans le contexte de la question prioritaire de constitutionnalité ; la jurisprudence en la matière indique que « la méconnaissance par le législateur de sa propre compétence ne peut être invoquée dans le cadre d'une question prioritaire de constitutionnalité que dans le cas où est affecté un droit ou une liberté que la Constitution garantit » .

## Sources et références
1. ↑  Patricia Rrapi, « L’incompétence négative » dans la QPC : de la double négation à la double incompréhension, Nouveaux Cahiers du Conseil constitutionnel, n° 34, janvier 2012
2. ↑  Décision n° 2011-223 QPC du 17 février 2012